# Griffonia
Griffonia es un género de plantas con flores perteneciente a la familia de las fabáceas Comprende 4 especies descritas y   aceptadas.

## Taxonomía
El género fue descrito por Henri Ernest Baillon  y publicado en Adansonia 6: 188. 1865. La especie tipo es:  Griffonia physocarpa Baill.

## Especies
A continuación se brinda un listado de las especies del género Griffonia aceptadas hasta agosto de 2012, ordenadas alfabéticamente. Para cada una se indica el nombre binomial seguido del autor, abreviado según las convenciones y usos.
- Griffonia physocarpa Baill.
- Griffonia simplicifolia (DC.) Baill.
- Griffonia speciosa (Benth.) Taub.
- Griffonia tessmannii (De Wild.) Compere